# Кушмара
Кушмара — река в России, протекает по Арбажскому и Пижанскому районам Кировской области. Устье реки находится в 64 км от устья реки Пижма по левому берегу. Длина реки составляет 18 км.
Исток реки у нежилой деревни Браги в 12 км к северо-востоку от посёлка Арбаж. Река течёт на юг, притоки Белая (правый) и Чёрная (левый). Протекает западнее крупного села Рои, ниже протекает деревню Басманы, где на Кушмаре плотина и запруда. Нижнее течение по низменной пойме Пижмы зарегулировано сетью мелиоративных канав впадает в протоку Прость, боковую протоку Пижмы северо-западнее деревень Иж и Турусиново.

## Данные водного реестра
По данным государственного водного реестра России относится к Камскому бассейновому округу, водохозяйственный участок реки — Вятка от города Котельнич до водомерного поста посёлка городского типа Аркуль, речной подбассейн реки — Вятка. Речной бассейн реки — Кама.
Код объекта в государственном водном реестре — 10010300412111100037242.